# آمادورا
آمادورا (Amadora) یکی از شهرهای کشور پرتغال است.
منطقه شهرداری آمادورا در شمال غربی لیسبون واقع شده‌است.
جمعیت محدودهٔ شهرداری آمادورا ۱۷۵٬۸۷۲ نفر است.
آمادورا متراکم‌ترین منطقهٔ شهرداری در پرتغال از نظر جمعیت است.
شهر آمادورا یکی از شهرهای اقماری لیسبون به‌شمار می‌آید.

## نگارخانه

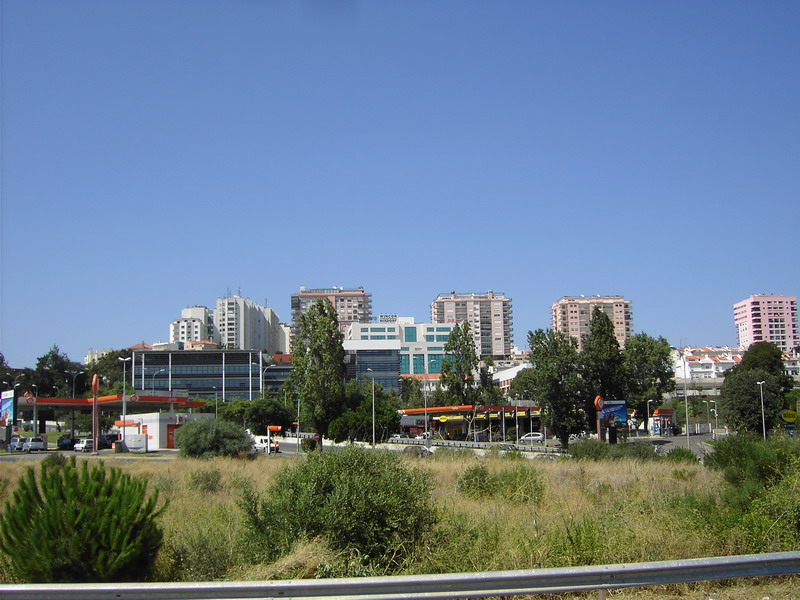
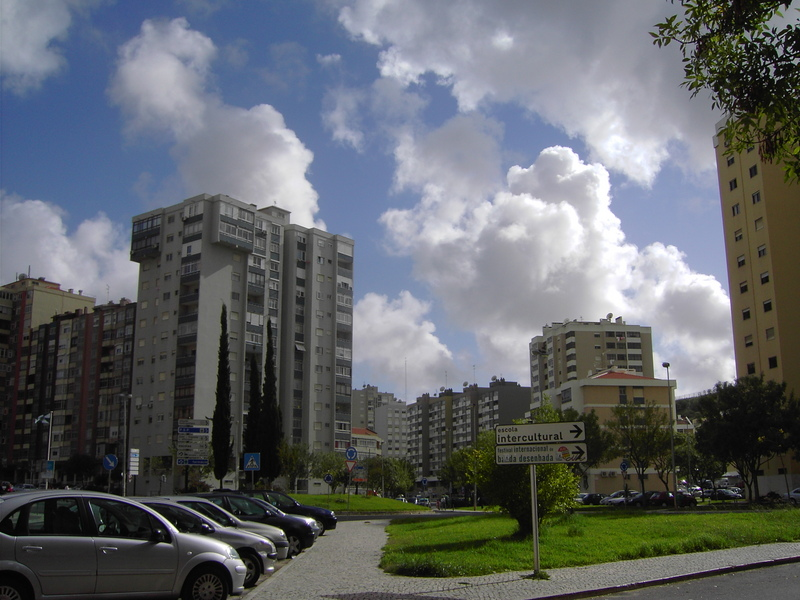